# Karmelietenkerk (Boppard)
De Karmelietenkerk (Duits: Karmeliterkirche) in Boppard (Rijnland-Palts) is een rond 1300 gebouwde kloosterkerk, die bij het aangrenzende klooster van de karmelieten hoorde. Het klooster betrof de op twee na oudste Duitse vestiging van de orde. Tussen 1439 en 1444 werd de kerk naar het noorden toe met een zijschip vergroot. De oorspronkelijke ramen van dit deel bevinden zich tegenwoordig in diverse musea in de Verenigde Staten en Europa. De kerk wordt in de zomer door de Sint-Severusparochie voor erediensten gebruikt. Wegens het ontbreken van verwarming vinden er 's winters geen diensten plaats.

## Geschiedenis

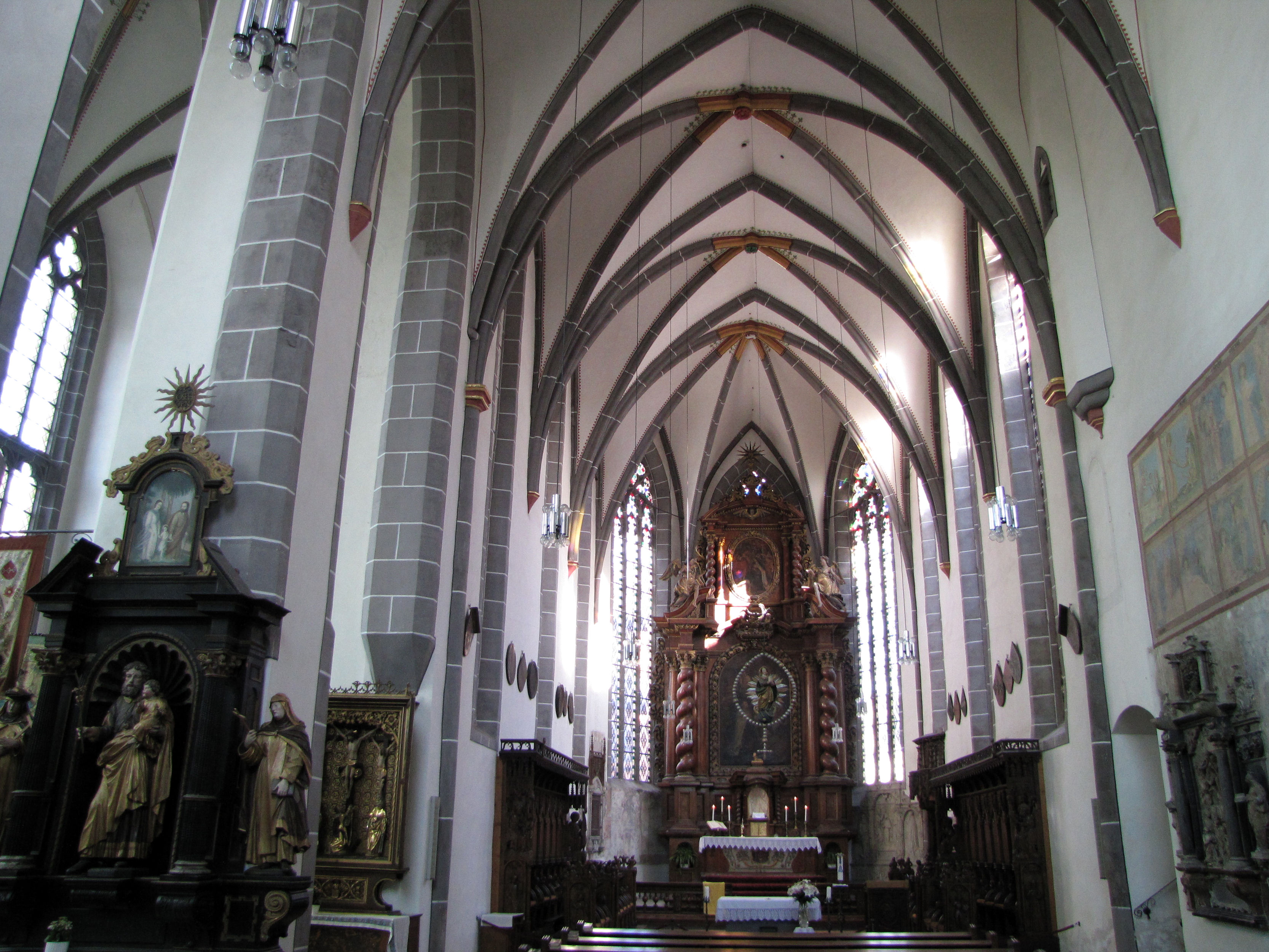
Interieur

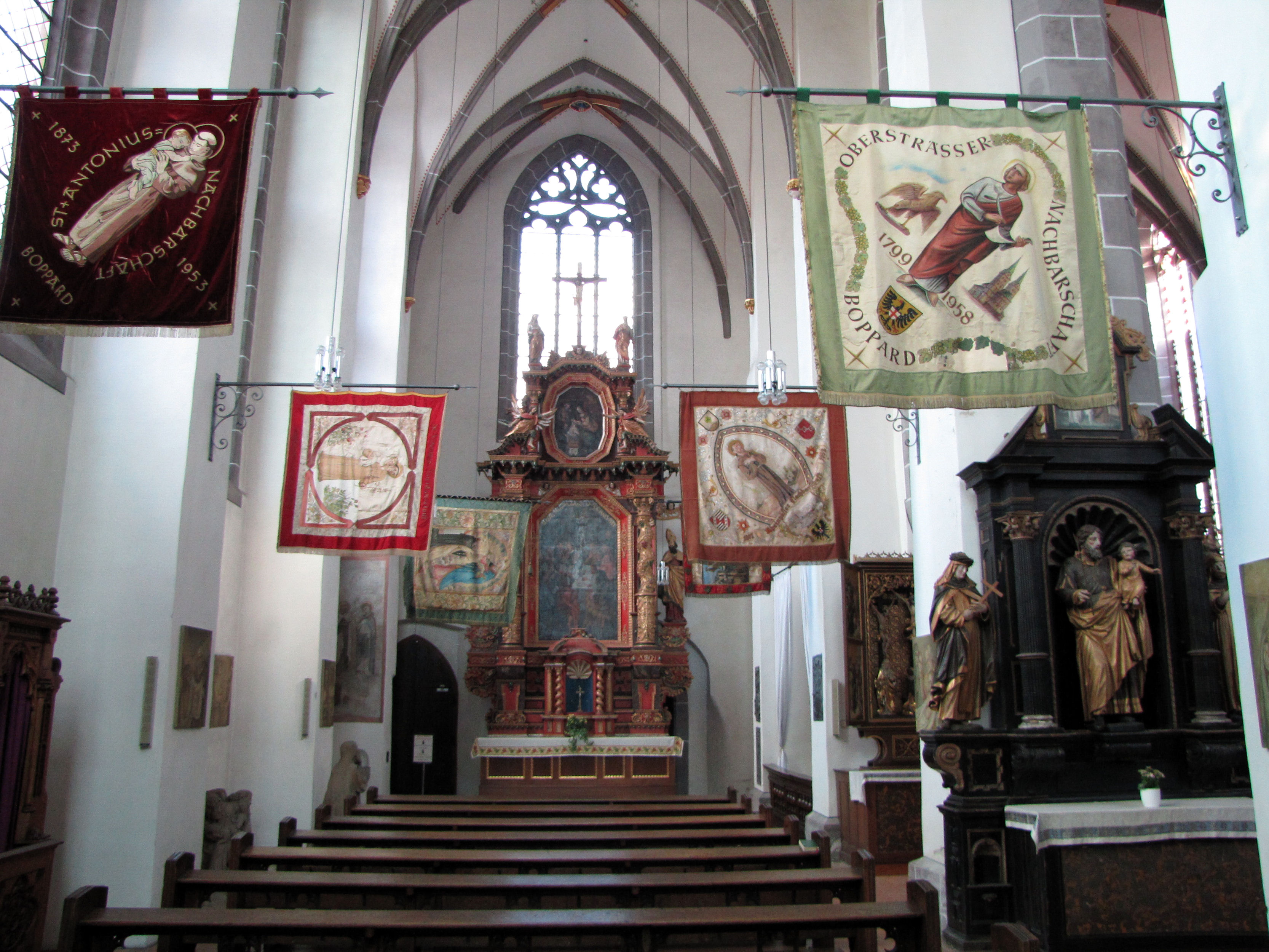
Zijschip

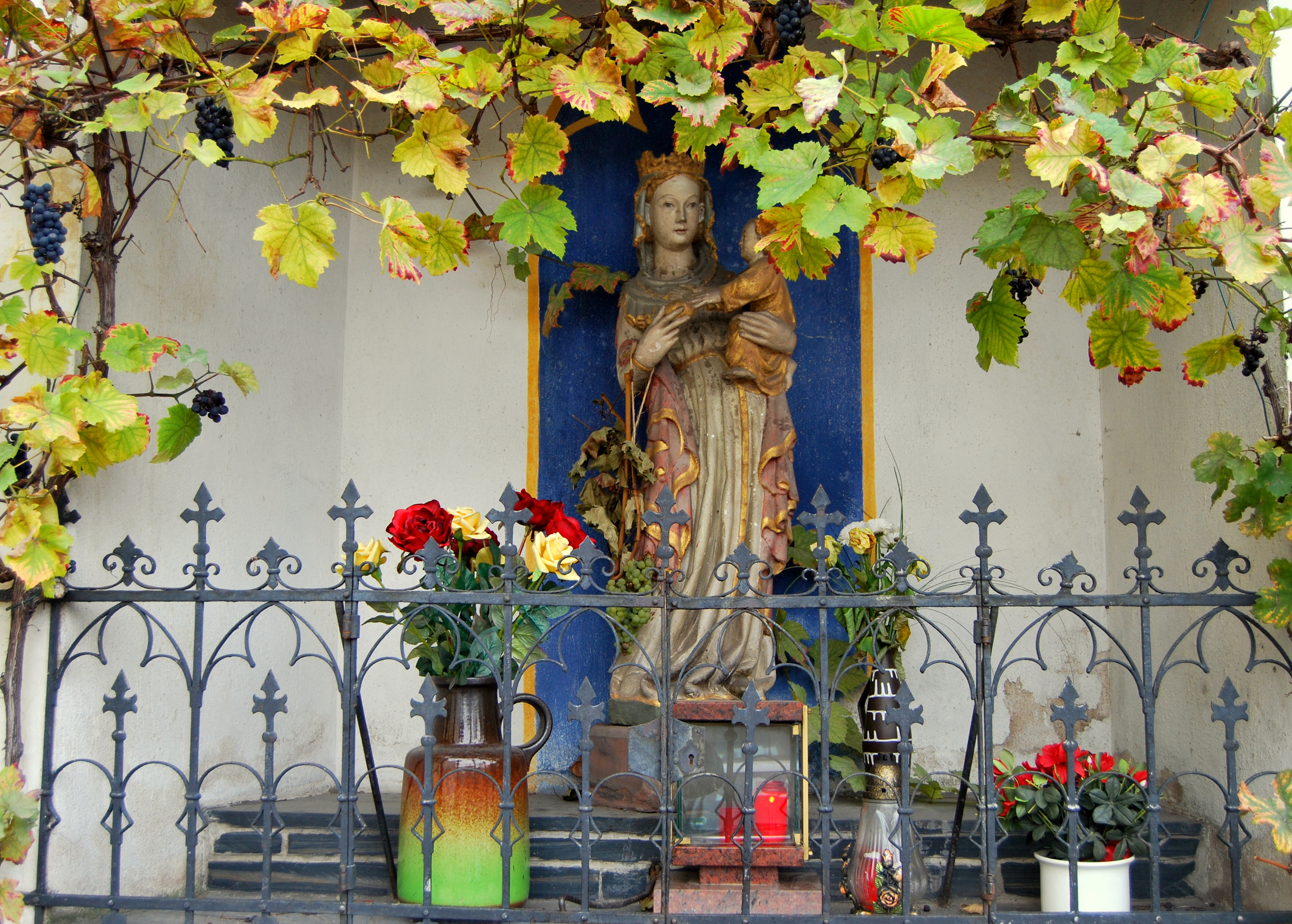
Boppard, Druivenmadonna aan de Karmeliterstraße

Omstreeks 1300 begonnen de karmelieten met de bouw van een eenschepige kerk aan de noordelijke kant van hun klooster. Dankzij de talrijke schenkingen van de stadsadel over een eeuwenlange periode kent het kerkgebouw in tegenstelling tot de eenvoudige buitenkant een bijzonder rijk interieur. In afwijking van andere kerken van de bedelorde bezit de kerk een verhoudingsgewijs groot koor. Dit houdt waarschijnlijk verband met de wens van veel welgestelde burgers om onder het koor begraven te worden. Enkele grafzerken zijn ook tegenwoordig nog te herkennen. De bouw van het koor duurde ongeveer 10 jaar en werd rond 1330 voltooid. Na een langere bouwstop werd vervolgens met het kerkschip begonnen. Zoals gebruikelijk bij de karmelieten werd de kerk aan Maria, de moeder van Jezus, gewijd.
Het kerkschip kende oorspronkelijk een vlak plafond, dat men rond 1435 verving door kruisribgewelven. In de jaren 1439-1444 werd naar het noorden toe een zijschip aangebouwd, dat ten opzichte van het hoofdschip een iets geringere breedte maar eenzelfde hoogte kent. Tussen 1440 en 1446 werden er in het zijschip kleurrijke gebrandschilderde ramen ingebracht. Met zes kruisgraatgewelven werd in 1454 het zijschip door meester Heintz Schmirling uit Bacharach overwelfd.
Het klooster werd tijdens de secularisatie in 1802 opgeheven en het orgel van de kerk werd overgebracht naar Niederspay. Ter vervanging werd het orgel van het eveneens opgeheven Benedictijner klooster Marienberg opgesteld. De waardevolle gotische ramen van het zijschip werden in 1818 door de stad Boppard verkocht. Als ruil voor de voormalige franciscaner kerk kreeg de katholieke parochie van Boppard in 1856 de Karmelietenkerk in handen. In 1875 volgde een restauratie van de kerk en een overdracht aan de oudkatholieke gemeente. Het uit het klooster Marienburg afkomstige orgel van de kerk werd in 1903 weer doorverkocht aan de Egidiuskerk in Bad Salzig. Vervolgens werd een nieuw orgel met 16 registers door de orgelbouwer Christian Gerhardt geïnstalleerd.
Tijdens de Tweede Wereldoorlog werd in 1945 het westelijke travee van het zijschip getroffen door een bom, waardoor het orgel zware schade leed. In 1950 werd de kerk na de wederopbouw opnieuw ingewijd. Meerdere restauratiewerkzaamheden volgden in 1977 onder leiding van Otto Spengler. Het stucwerk werd vernieuwd, er werden enkele nieuwe ramen geplaatst, het sinds de 18e eeuw gesloten oostelijke venster in het koor werd opnieuw opengebroken en het interieur met de fresco's werden gerenoveerd. Gedurende de renovatie ontstond in augustus 1984 zware brandschade aan het dak. Dankzij de uitkering van de verzekering kon de schade tot de zomer van 1985 worden hersteld. Nog in hetzelfde jaar werd begonnen met de restauratie van het interieur en het herstel van de veertien muurschilderingen. Het orgel werd verkocht naar Ernst aan de Moezel. Met de wijding van het altaar op 13 september 1987 door hulpbisschop Karl Heinz Jakoby werd het einde van de renovatie gevierd.

## Druivenmadonna
In een nis aan de buitenmuur van de kerk bevindt zich de zogenaamde Druivenmadonna (Traubenmadonna). Volgens oud gebruik worden van de eerste druiven, die door de wijnboeren in de Bopparder Hamm worden geoogst, de beste geschonken aan de Druivenmadonna. Wie ze ophangt wordt gewoonlijk niet bekendgemaakt, maar als de druiven er hangen duurt het niet lang meer eer de eerste Federweißer (= nieuwe wijn) kan worden gedronken.